# 押上美猫
押上 美猫（おうかみ みねこ、8月2日 - ）は日本の漫画家。長崎県福江市（現・五島市）出身。血液型はA型。
1989年、「パパは正義の味方!?」でデビュー。
代表作は『ドラゴン騎士団』（『月刊ウィングス』（新書館））。

## 作品リスト
- 伝説の国王を探せ!!
- パパは悪者!?
- ドラゴン騎士団（1990年 - 2007年）単行本全26巻（本篇、竜都篇、秘宝篇、怪魚篇、風竜篇、胎動篇、復活篇、異界篇含む）文庫版全6巻
- ドラゴン騎士団＜異界篇＞　文庫版全7巻
- ドラゴン騎士団外伝 ONE DAY， ANOTHER DAY（2008年7月24日）全1巻
- ドラゴン騎士団II　祝福の黒と破滅の白（2015年2月10日-） 既刊4巻
- ASUKA2 (ダブルアスカ)　既刊1巻
- 月華佳人 Lumen Lunae（1994年4月25日-）　既刊5巻
- Strawberry Palace
- 陣取合戦（2010年9月10日-）　全5巻